# David Leoni
Davide Gustavo C. "David" Leoni (ur. 8 sierpnia 1982 w Liverpoolu) – kanadyjski biathlonista.
David Leoni brał udział w Zimowych Igrzyskach Olimpijskich 2006. W swojej karierze ani razu nie zdobył punktów Pucharu Świata.

## Osiągnięcia

### Zimowe igrzyska olimpijskie
| Rok  | Miejscowość | Konkurencje | Konkurencje | Konkurencje | Konkurencje | Konkurencje | Konkurencje | Konkurencje |
| Rok  | Miejscowość | IN          | SP          | PU          | MS          | RL          | MR          | SR          |
| ---- | ----------- | ----------- | ----------- | ----------- | ----------- | ----------- | ----------- | ----------- |
| 2006 | Turyn       | 64.         | 41.         | 47.         | –           | –           | nd.         | –           |

### Mistrzostwa świata
| Rok  | Miejscowość     | Konkurencje | Konkurencje | Konkurencje | Konkurencje | Konkurencje | Konkurencje | Konkurencje |
| Rok  | Miejscowość     | IN          | SP          | PU          | MS          | RL          | MR          | SR          |
| ---- | --------------- | ----------- | ----------- | ----------- | ----------- | ----------- | ----------- | ----------- |
| 2004 | Oberhof         | 57.         | 87.         | –           | –           | –           | nd.         | –           |
| 2005 | Hochfilzen      | 80.         | 37.         | 53.         | –           | 15.         | nd.         | –           |
| 2005 | Chanty-Mansyjsk | nd.         | nd.         | nd.         | nd.         | nd.         | 14.         | –           |
| 2006 | Pokljuka        | nd.         | nd.         | nd.         | nd.         | nd.         | 21.         | –           |
| 2007 | Anterselva      | 60.         | 76.         | –           | –           | 14.         | 14.         | –           |

### Mistrzostwa Europy
| Rok  | Miejscowość       | Konkurencje | Konkurencje | Konkurencje | Konkurencje | Konkurencje | Konkurencje | Konkurencje |
| Rok  | Miejscowość       | IN          | SP          | PU          | MS          | RL          | MR          | SR          |
| ---- | ----------------- | ----------- | ----------- | ----------- | ----------- | ----------- | ----------- | ----------- |
| 2006 | Langdorf-Arbersee | –           | 58.         | 54.         | nd.         | 13.         | nd.         | –           |